# Noşratābād-e Bāyeh
Noşratābād-e Bāyeh (persiska: نُصرَتابادِ بايِه, بايَ, بايِه, نصرت آباد بايه, نصرت آباد بابه, Noşratābād-e Bābeh) är en ort i Iran.   Den ligger i provinsen Qazvin, i den nordvästra delen av landet, 140 km väster om huvudstaden Teheran. Noşratābād-e Bāyeh ligger 1 206 meter över havet och antalet invånare är 169.
Terrängen runt Noşratābād-e Bāyeh är platt.Runt Noşratābād-e Bāyeh är det ganska tätbefolkat, med 108 invånare per kvadratkilometer. Närmaste större samhälle är Qazvin, 19,2 km norr om Noşratābād-e Bāyeh. Trakten runt Noşratābād-e Bāyeh består i huvudsak av gräsmarker.